# 内格罗河大桥
3°7′19″S 60°04′46″W / 3.12194°S 60.07944°W
内格罗河大桥（葡萄牙語：Ponte Rio Negro）是巴西的一座跨过内格罗河的斜拉橋，长3,595（11,795英尺），连接了马瑙斯和伊蘭杜巴。

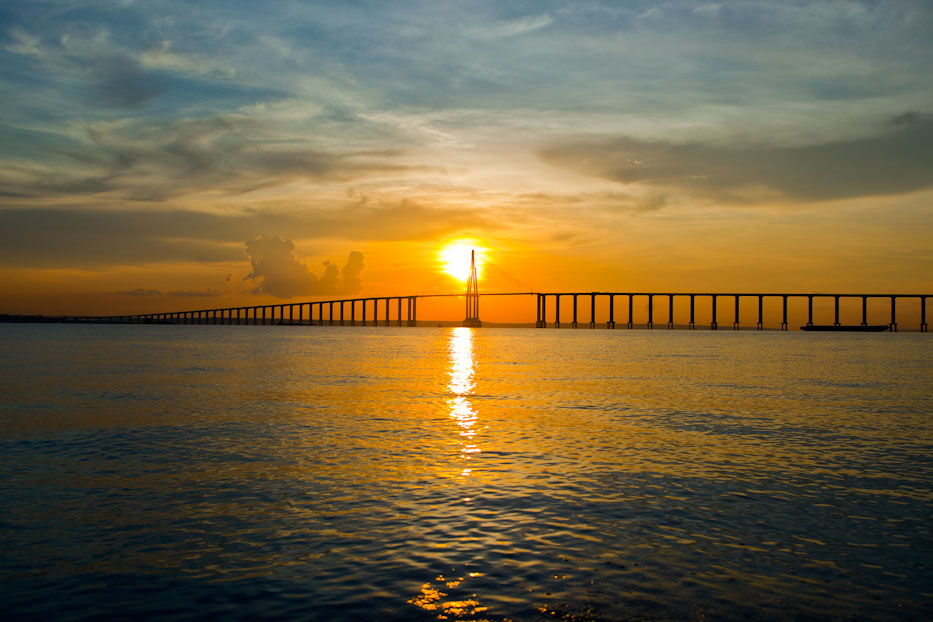
日落时分的大桥
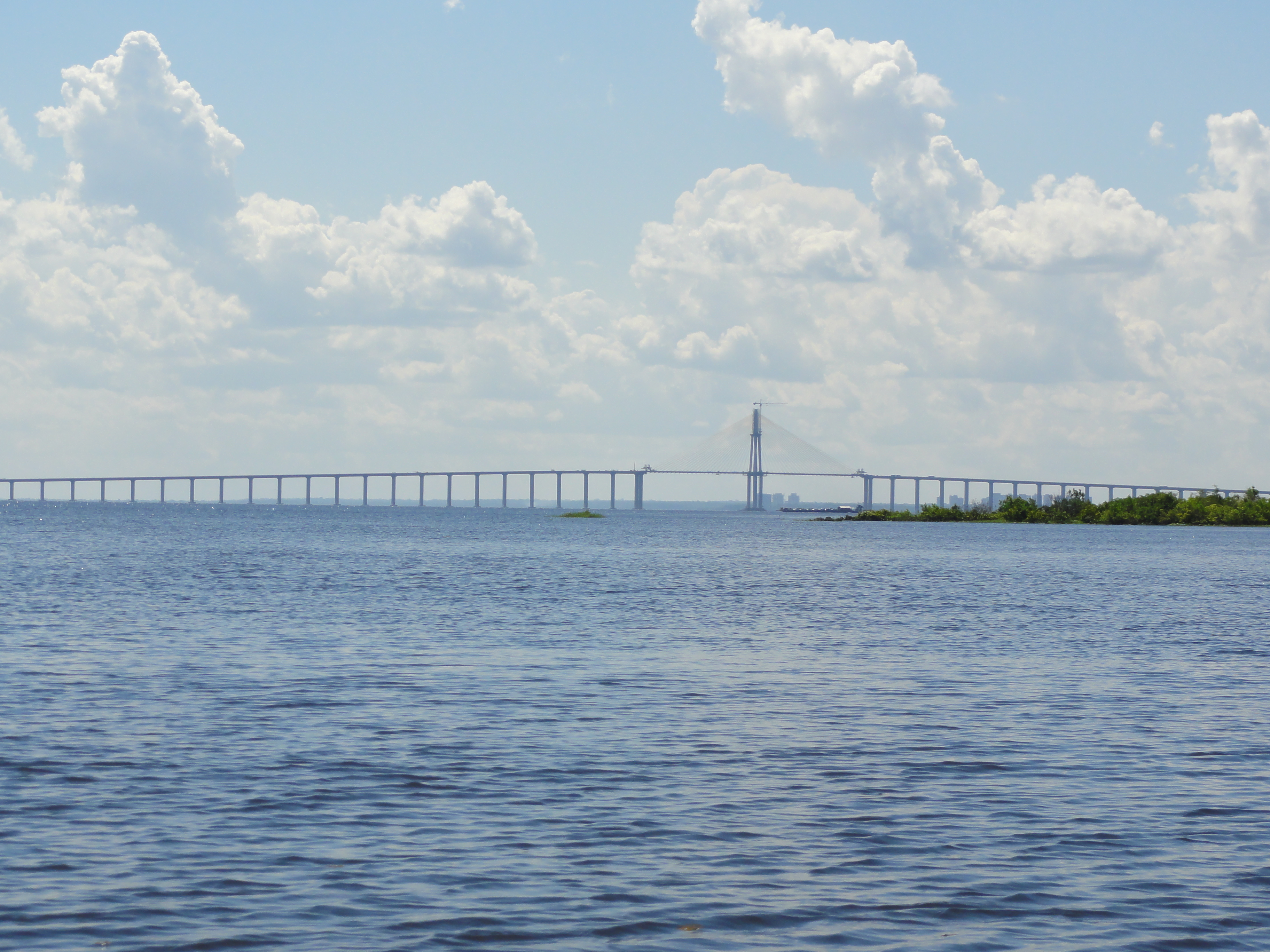
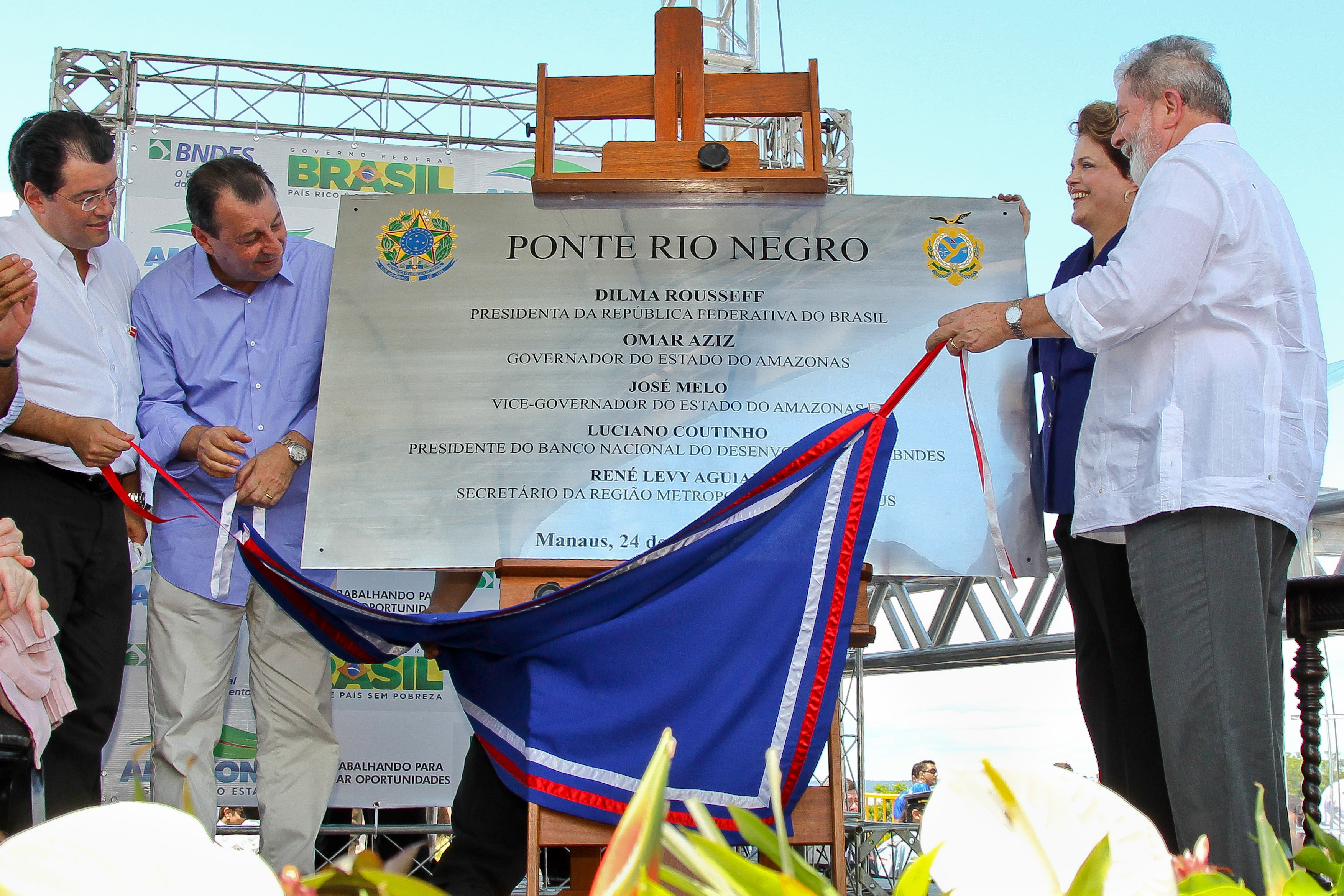
桥梁落成典礼
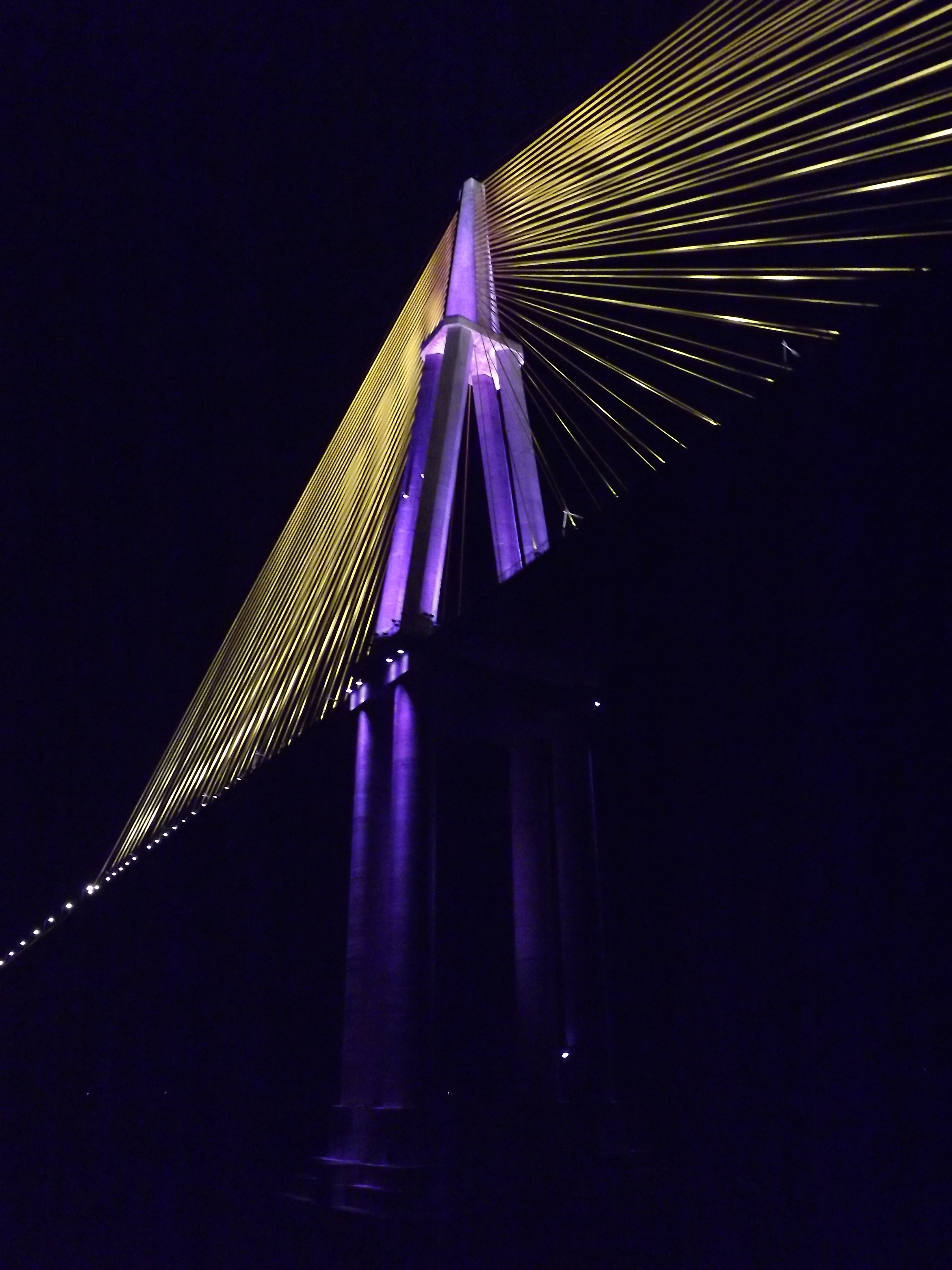
夜景

## 外部联接
- http://g1.globo.com/amazonas/noticia/2011/10/uma-das-obras-mais-aguardadas-dos-ultimos-tempos-e-inaugurada-no-am.html （页面存档备份，存于）